# Remo nos Jogos Pan-Americanos de 2011 - Skiff simples feminino
A competição do skiff simples feminino foi um dos eventos do remo nos Jogos Pan-Americanos de 2011. Foi disputada na Pista de Remo e Canoagem, em Ciudad Guzmán, nos dias 16 e 18 de outubro.

## Calendário
Horário local (UTC-6).
| Data          | Horário | Fase          |
| ------------- | ------- | ------------- |
| 16 de outubro | 09:20   | Eliminatórias |
| 16 de outubro | 16:10   | Repescagem    |
| 18 de outubro | 09:16   | Final B       |
| 18 de outubro | 09:25   | Final A       |

## Medalhistas
| Ouro   | USA Margot Shumway |
| Prata  | ARG María Best     |
| Bronze | CAN Isolda Penney  |

## Resultados

### Eliminatórias
Bateria 1
| Pos. | Remadora        | País               | Tempo   | Obs. |
| ---- | --------------- | ------------------ | ------- | ---- |
| 1    | Isolda Penney   | CAN Canadá         | 7:53.97 | FA   |
| 2    | María Best      | ARG Argentina      | 7:54.05 | FA   |
| 3    | Margot Shumway  | USA Estados Unidos | 7:57.97 | R    |
| 4    | Yariulvis Cobas | CUB Cuba           | 8:10.43 | R    |
| 5    | Fabiola Núñez   | MEX México         | 8:21.38 | R    |

Bateria 2
| Pos. | Remadora            | País            | Tempo   | Obs. |
| ---- | ------------------- | --------------- | ------- | ---- |
| 1    | Ana Vargas          | ESA El Salvador | 8:04.49 | FA   |
| 2    | Kissya Costa        | BRA Brasil      | 8:12.90 | FA   |
| 3    | Jenesis Pérez       | VEN Venezuela   | 8:44.08 | R    |
| 4    | Liliana Boruchowicz | CRC Costa Rica  | 9:50.02 | R    |

### Repescagem
| Pos. | Remadora            | País               | Tempo   | Obs. |
| ---- | ------------------- | ------------------ | ------- | ---- |
| 1    | Margot Shumway      | USA Estados Unidos | 8:02.93 | FA   |
| 2    | Yariulvis Cobas     | CUB Cuba           | 8:11.92 | FA   |
| 3    | Fabiola Núñez       | MEX México         | 8:18.57 | FB   |
| 4    | Jenesis Pérez       | VEN Venezuela      | 8:49.09 | FB   |
| 5    | Liliana Boruchowicz | CRC Costa Rica     | 9:05.57 | FB   |

### Final B
| Pos. | Remadora            | País           | Tempo   | Obs. |
| ---- | ------------------- | -------------- | ------- | ---- |
| 7    | Fabiola Núñez       | MEX México     | 8:22.44 |      |
| 8    | Jenesis Pérez       | VEN Venezuela  | 8:52.46 |      |
| 9    | Liliana Boruchowicz | CRC Costa Rica | 8:54.91 |      |

### Final A
| Pos.              | Remadora        | País               | Tempo   | Obs. |
| ----------------- | --------------- | ------------------ | ------- | ---- |
| Medalha de ouro   | Margot Shumway  | USA Estados Unidos | 7:53.05 |      |
| Medalha de prata  | María Best      | ARG Argentina      | 7:55.55 |      |
| Medalha de bronze | Isolda Penney   | CAN Canadá         | 8:06.88 |      |
| 4                 | Yariulvis Cobas | CUB Cuba           | 8:13.63 |      |
| 5                 | Ana Vargas      | ESA El Salvador    | 8:16.85 |      |
| 6                 | Kissya Costa    | BRA Brasil         | 8:23.21 |      |

### Remo
| S | Classificado(a) para as semifinais |    |                        | FA | Final A (disputa de medalhas) |  |  | FD | Final D (sem medalhas) |
| Q | Classificado(a) para as quartas    | FB | Final B (sem medalhas) | FE | Final E (sem medalhas)        |  |  |    |                        |
| R | Classificado(a) para a repescagem  | FC | Final C (sem medalhas) | FF | Final F (sem medalhas)        |  |  |    |                        |